# 疑狱集
《疑狱集》是中国现存最早的案例选编，由和凝父子合著。和凝著《疑狱集》两卷，其子又增订两卷，合成四卷。现在的刊本还收有明代张景所著《补疑狱集》的6卷和清代金凤清增辑的30例。

## 內容主旨
《疑狱集》辑录了汉至五代的情节复杂、争讼难决而最后获得了正确处理的案件，包括御史奏状、李崇还儿、丙吉辨影、黄霸戮乱、严遵壁听、赵和籍产、若水留狱、敏中密访等100多例。
《疑狱集》推崇历代执法严明、敢于为民平反冤抑的司法官吏，对司法检验方面的经验也有所介绍。包括许多法医学知识，在平反冤案中起到一定作用，为后来宋慈著《洗冤集录》也奠定了一定的基础。